# کومبره
کومبره (به فرانسوی: Combray) یک کمون در فرانسه با جمعیت ۱۳۰ نفر است که در Canton of Thury-Harcourt واقع شده‌است.
کومبره در دپارتمان کالوادوس در نورماندی در شمال غربی فرانسه است.
کومبره همچنین نام روستایی خیالی در رمان در جستجوی زمان ازدست‌رفته نوشته مارسل پروست است.